# Joost Smiers
Joost Smiers és catedràtic emèrit de Ciències Polítiques i investigador del Research Group Arts & Economics de la Utrecht School of the Arts, dels Països Baixos. El seu llibre Arts under Pressure. Promoting Cultural Diversity in the Age of Globalisation (Londres, Zed Books) va ser publicat en espanyol per Gedisa, amb el títol de Un mundo sin copyright. Artes y medios en la globalización (segona edició gener del 2007). El llibre també ha estat publicat en serbi, portuguès, tailandès i àrab. Joost Smiers ha editat juntament amb Nina Obuljen Unesco's Convention on the Protection and Promotion of the Diversity of Cultural Expressions. Making it Work (Zagreb 2006, Culturelink). També prepara un llibre sobre Imagining a world without copyright (juntament amb Marieke van Schijndel) i un altre sobre la contaminació acústica i visual en l'espai públic. Joost Smiers viu a Amsterdam.